# Les Braves Gens
Les Braves Gens est un film muet français réalisé par Louis Feuillade sorti en 1912. Il fait partie de la série La Vie telle qu'elle est.

## Fiche technique
- Réalisation et scénario : Louis Feuillade
- Société de production : Société des Établissements L. Gaumont
- Pays : France
- Format : Muet - Noir et blanc - 1,33:1 - 35 mm
- Genre : Drame
- Métrage : 770 m
- Durée : inconnue
- Date de sortie : 
  -  France - 1912

## Distribution
- Maurice Vinot
- Renée Carl  : Mme Servières